# 大臣輔佐官
大臣輔佐官（日语：／）是2014年（平成26年）5月30日《國家公務員法等部分改正法律》（平成26年法律第22號）施行時，於內閣府、復興廳、各省新設的非必要特別職官職。其職務由《內閣府設置法》第14條之2、《復興廳設置法》第10條之2、《國家行政組織法》第17條之2規定，受各省大臣命令，輔佐各省首長大臣進行特定政策相關企劃、立案及政務（內閣府設置法與復興廳設置法的「該省首長大臣」以「內閣官房長官或特命擔當大臣」、「復興大臣」取代） 。《內閣法》中設於內閣官房的大臣輔佐官稱為內閣總理大臣輔佐官。

## 概要
由規定特別職的《國家公務員法》第2條之3規定，大臣輔佐官地位在大臣政務官之下、《人事院規則》所指定之內閣總理大臣秘書官及國務大臣秘書官等機關首長秘書官（特別職）之上。
大臣輔佐官的任免，內閣府與復興廳由內閣總理大臣、各省由各大臣提出，內閣決行。內閣府的大臣輔佐官員額在6人以內，復興廳與各省大臣輔佐官員額為1人以內。可由國會議員兼任，也可為專職或兼職。專職的大臣輔佐官月薪與內閣官房副長官補、內閣廣報官及內閣情報官、專職的內閣總理大臣輔佐官同等。
大臣輔佐官制度在2014年（平成26年）9月正式導入於第2次安倍內閣 (改造)。

## 大臣輔佐官一覧
2016年（平成28年）1月1日，內閣官房長官、地方創生擔當大臣、復興大臣、總務大臣、文部科學大臣、厚生勞動大臣共有6名大臣輔佐官。
| 大臣                                              | 輔佐官姓名 | 輔佐官主要經歷                                                                 | 業務範圍                      | 來源          |
| ------------------------------------------------- | ---------- | ------------------------------------------------------------------------------ | ----------------------------- | ------------- |
| 石破茂 地方創生擔當大臣                           | 伊藤達也   | 自民黨眾議院議員 前內閣總理大臣輔佐官（社會保障擔當）、前金融擔當大臣          | 地方中小企業振興              | [ 8 ] [ 9 ]   |
| 塩崎恭久 厚生勞動大臣                             | 菅原晶子   | 前經濟同友會執行役                                                             | 社會保障政策、勞動政策        | [ 8 ] [ 9 ]   |
| 高木毅 復興大臣                                   | 谷公一     | 自民黨眾議院議員 前復興副大臣                                                  | 復興                          | [ 8 ] [ 9 ]   |
| 高市早苗 總務大臣                                 | 太田直樹   | 前波士頓顧問集團資深合夥人兼常務董事                                           | 地方創生、情報通信技術        | [ 8 ] [ 9 ]   |
| 菅義偉 內閣官房長官                               | 松田隆利   | 前總務事務次官                                                                 | 內閣府平滑化                  | [ 8 ] [ 9 ]   |
| 菅義偉 內閣官房長官                               | 福田隆之   | 前新日本有限責任監査法人執行董事、基礎建設PPP支援室長 前野村總合研究所         | 公共服務改革                  | [ 10 ] [ 11 ] |
| 下村博文 文部科學大臣                             | 鈴木寛     | 文部科學省參與 東京大學、慶應義塾大學教授 前文部科學副大臣、前民主黨參議院議員 | 大學入試改革、 東京奧運、殘奧 | [ 12 ] [ 13 ] |
| 甘利明 內閣府特命擔當大臣（經濟財政政策擔當）     | 福田峰之   | 自民黨眾議院議員 前橫濱市會議員                                                | 個人番号（My number）制度     | [ 14 ]        |
| 鶴保庸介 內閣府特命擔當大臣（沖繩及北方對策擔當） | 島尻安伊子 | 前自民黨參議院議員 前內閣府特命擔當大臣（沖繩及北方對策擔當）                  | 沖繩振興、兒童貧困緊急對策    | [ 15 ]        |
| 山本幸三 內閣府特命擔當大臣（地方創生擔當）       | 三輪芳朗   | 大阪學院大學經濟學部教授                                                       | 經濟統計相關重要政策          | [ 16 ]        |